# Reginhard von Siegburg
Reginhard von Siegburg (* im 11. Jahrhundert; † 4. November 1105) war seit 1076 bis zu seinem Tod Abt der Abtei Michaelsberg in Siegburg. Es wird angenommen, dass er die Lebensbeschreibung des Kölner Erzbischofs und Gründer des Klosters auf dem Michaelsberg, Anno II. von Köln in Auftrag gab. Sein Grab wurde 1934 in der Siegburger Abteikirche wiederentdeckt.